# Gigantische woestijnduizendpoot
Scolopendra heros, ook wel bekend als de reuzenduizendpoot of de gigantische woestijnduizendpoot, is een duizendpotensoort uit de familie tijgerduizendpoten (Scolopendridae). Deze soort komt voor in Noord-Amerika, voornamelijk in de Verenigde Staten en Mexico. Het is een van de grootste soorten duizendpoten ter wereld en kan tot wel 20 cm lang worden.

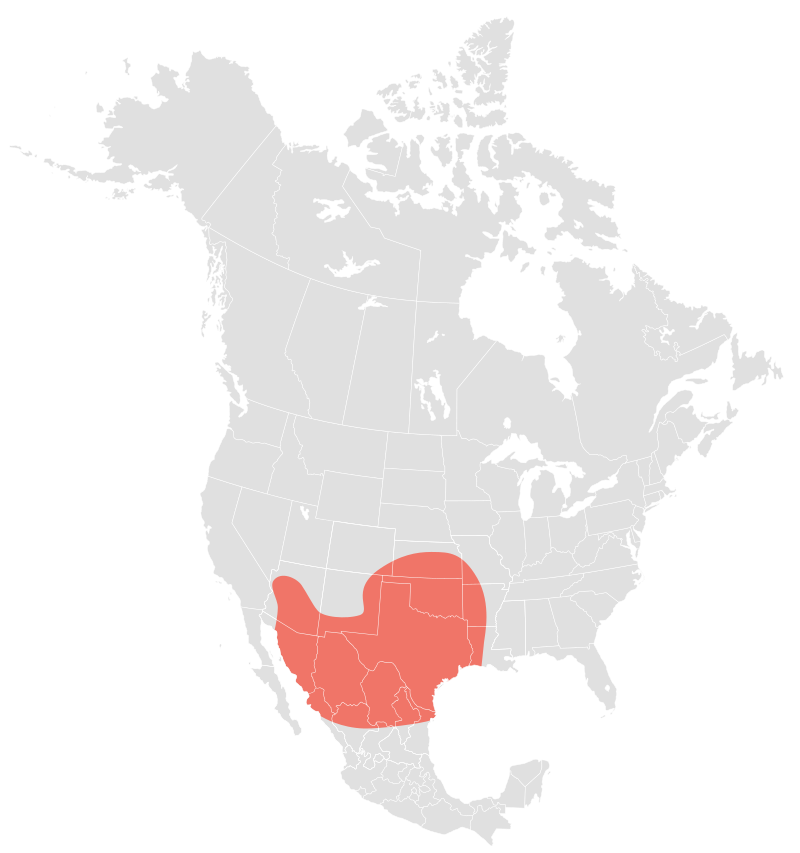
De verspreiding van de soort

## Beschrijving
De soort heeft een lang, plat lichaam met vele segmenten. Het lichaam is bedekt met een harde chitineuze huid, die geelachtig tot roodbruin van kleur is. De duizendpoot heeft 21 of 23 paar poten, afhankelijk van het geslacht, en elk been heeft een zwarte, stekelige uitloper. Aan de voorzijde van het lichaam bevinden zich twee antennes en een paar gifkaken. Deze gifkaken worden gebruikt om prooien te doden en hebben een krachtig gif dat extreem pijnlijk kan zijn voor mensen.

## Leefgebied
Reuzenduizendpoten komen voor in de woestijngebieden van Noord-Amerika, voornamelijk in de Verenigde Staten en Mexico. De soort leeft in droge en rotsachtige gebieden, waaronder de Sonorawoestijn en de Chihuahuawoestijn. De duizendpoot houdt zich meestal verscholen onder stenen, rotsen of houtblokken en jaagt 's nachts op prooien.

## Gedrag
De gigantische woestijnduizendpoot is een solitair dier en komt zelden in groepen voor. Het is een agressieve soort die bekend staat om zijn snelheid en kracht. De duizendpoot jaagt op een breed scala aan prooien, waaronder insecten, spinnen, slakken, hagedissen en kleine zoogdieren. Het gif van Scolopendra heros is niet dodelijk voor mensen, maar kan wel ernstige pijn en een zwelling veroorzaken.

## Voortplanting
De reuzenduizendpoot plant zich voort door middel van seksuele voortplanting. De mannetjes lokken de vrouwtjes met behulp van feromonen en de paring vindt plaats wanneer het mannetje zijn sperma afzet op de grond en het vrouwtje eroverheen loopt. Na een draagtijd van enkele weken worden de eieren afgezet in een holletje dat het vrouwtje heeft gegraven. De jongen worden geboren als larven en vervellen meerdere keren voordat ze volwassen worden.

## Bedreigingen
De soort heeft geen directe bedreigingen van menselijke activiteiten, maar kan soms worden verstoord door menselijke ontwikkeling in zijn leefgebied. Er zijn geen bekende bedreigingen voor de soort als geheel en het wordt beschouwd als een soort van "minste zorg" door de Internationale Unie voor het behoud van de natuur.